# Jablunkovské šance

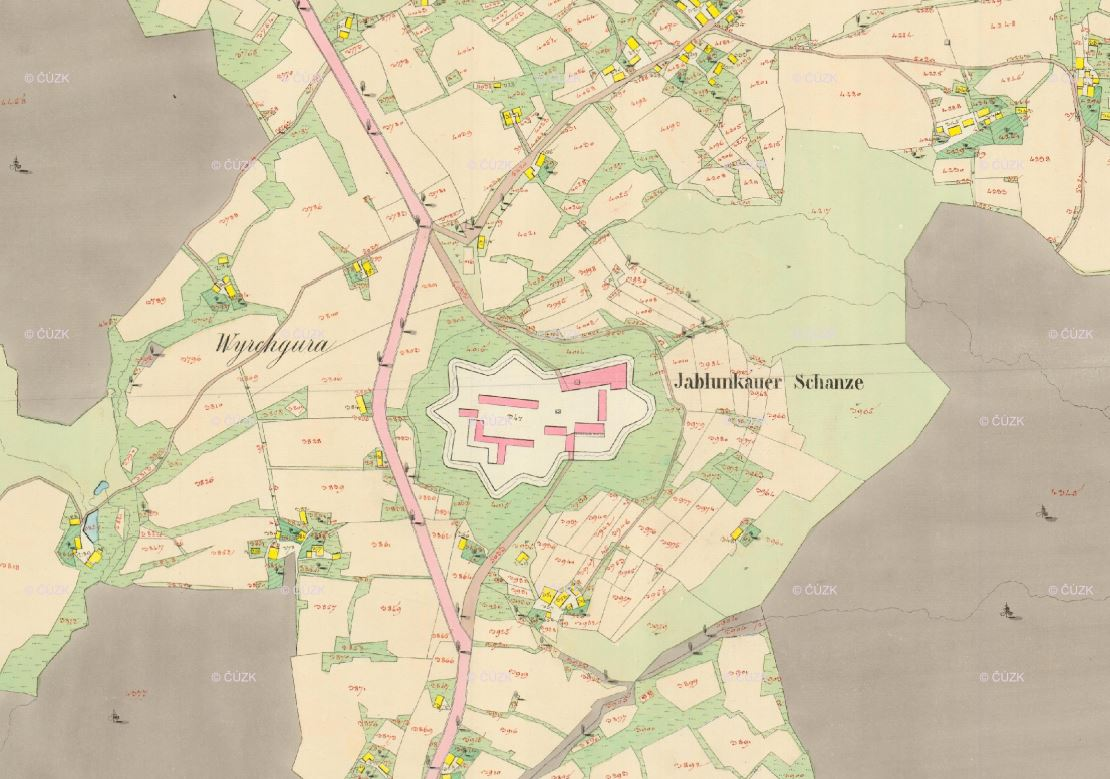
Jablunkovské šance na Císařském otisku stabilního katastru z roku 1836

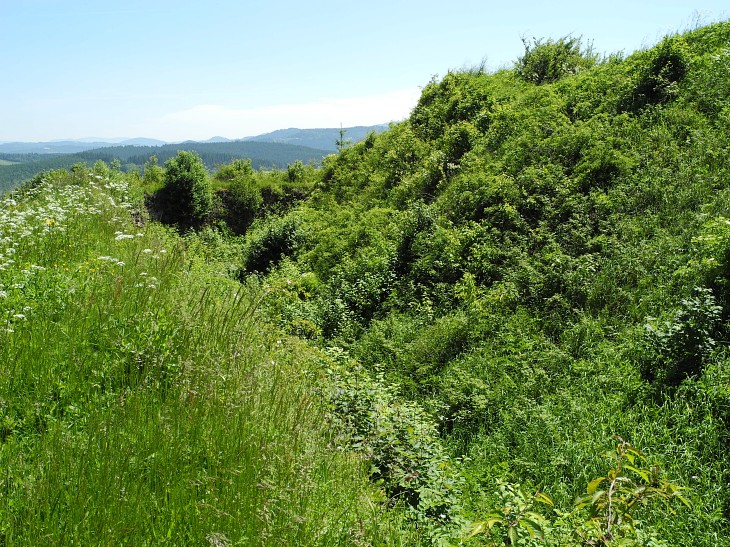
Jablunkovské šance

Jablunkovské šance jsou pásem opevnění budovaným podél slezské zemské hranice proti Turkům. Hlavní pevnost. tzv. Velká šance se nacházela u Jablunkovského průsmyku v Moravskoslezských Beskydech v Mostech u Jablunkova, menší objekty se nacházely v Bukovci, Hrčavě, Javořince, Svrčinovci (tzv. Alte Schanze – Staré šance) a Čierném (Hayducké šance, nebo také Hrnčiarské šance).

## Historie
Dá se předpokládat, že již ve 14. století bylo v místě pozdějších šancí vystavěno jakési opevnění. V roce 1474 dal král Matyáš Korvín vybudovat cestu průsmykem a to se svolením samotných těšínských Piastovců.
Význam cesty ještě více vzrostl od roku 1494, kdy se tudy začala formanskými vozy dopravovat slovenská měď do Vratislavi a dále do Gdaňska. V roce 1529, kdy hrozilo nebezpečí vpádu tureckých vojsk, se zde začalo budovat opevnění. Tak vznikly šance, jejichž obrana byla svěřena tzv, vybraňcům. Byli to goralé z okolních vesnic, kteří za své služby na těšínsko-uherské hranici užívali určitých výsad. Významnou úlohu měly tyto šance za třicetileté války. V roce 1626 obsadil průsmyk generál Mansfeld, který pod tlakem vojenskopolitické situace Slezsko opustil. V tomtéž roce sloužilo na šancích 382 osob převážně z blízkého okolí. Kněžna Alžběta Lukrécie povolala z poddanských osad každého šestého poddaného, a proto byli tito lidé zváni vybraňci. Došlo rovněž ke vzniku šancí na Hrčavě a v Javořince, takže opevnění včetně vrchu Girové tvořila souvislý pás. K obnově bylo použito 19 000 kmenů silných stromů.
V roce 1638 byly šance Uhry zcela rozbořeny. Když však v roce 1642 začalo hrozit nebezpečí vpádu švédských vojsk, dala těšínská kněžna Alžběta Lukrécie staré šance urychleně obnovit. Mimo to bylo na vhodném místě postaveno nové opevnění, zvané velká šance, které později tvořilo základ všech zdejších obranných systémů.
Po skončení třicetileté války však začalo opevnění opět chátrat. V roce 1663 bylo šancmistrem Janem Jakubem Samblem znovu obnoveno a v roce 1672 prohlášeno za zemskou pevnost. Od roku 1678 zde působila stálá vojenská posádka, která pak v roce 1688 odrazila útok uherských stoupenců Tökölyho. Ještě v letech 1703 a 1704 se tu opět bojovalo proti uherským povstaleckým jednotkám, které vedl sedmihradský vévoda František II. Rákóczi. Oba usilovali o vymanění Uher z nadvlády Habsburků.
Hlavní část chátrajícího opevnění byla v letech 1724–1729 přestavěna na pevnost. Měla pětipaprskový půdorys a byly zde také vystavěny kasárny, skladiště a další budovy. Valy a zákopy byly zpevněny kamenným zdvihem.
Významnější strategicko-vojenskou úlohu však šance již později nesehrály. Naposledy byly opraveny a rozšířeny v roce 1808, ale pak již chátraly. V roce 1848 byla pouze dvanáctičlenná posádka zahnána Kossuthovými stoupenci a narychlo ozbrojení obyvatelé Jablunkova zamezili uherským revolucionářům v dalším postupu do Slezska. Od téhož roku byly pak šance opuštěny, kameny z jejich staveb postupně rozebrány pro stavby a opravy domů místního obyvatelstva. Přesto je místo, kde se šance nacházely, i díky své příznivé poloze, navštěvováno turisty.

## Současnost

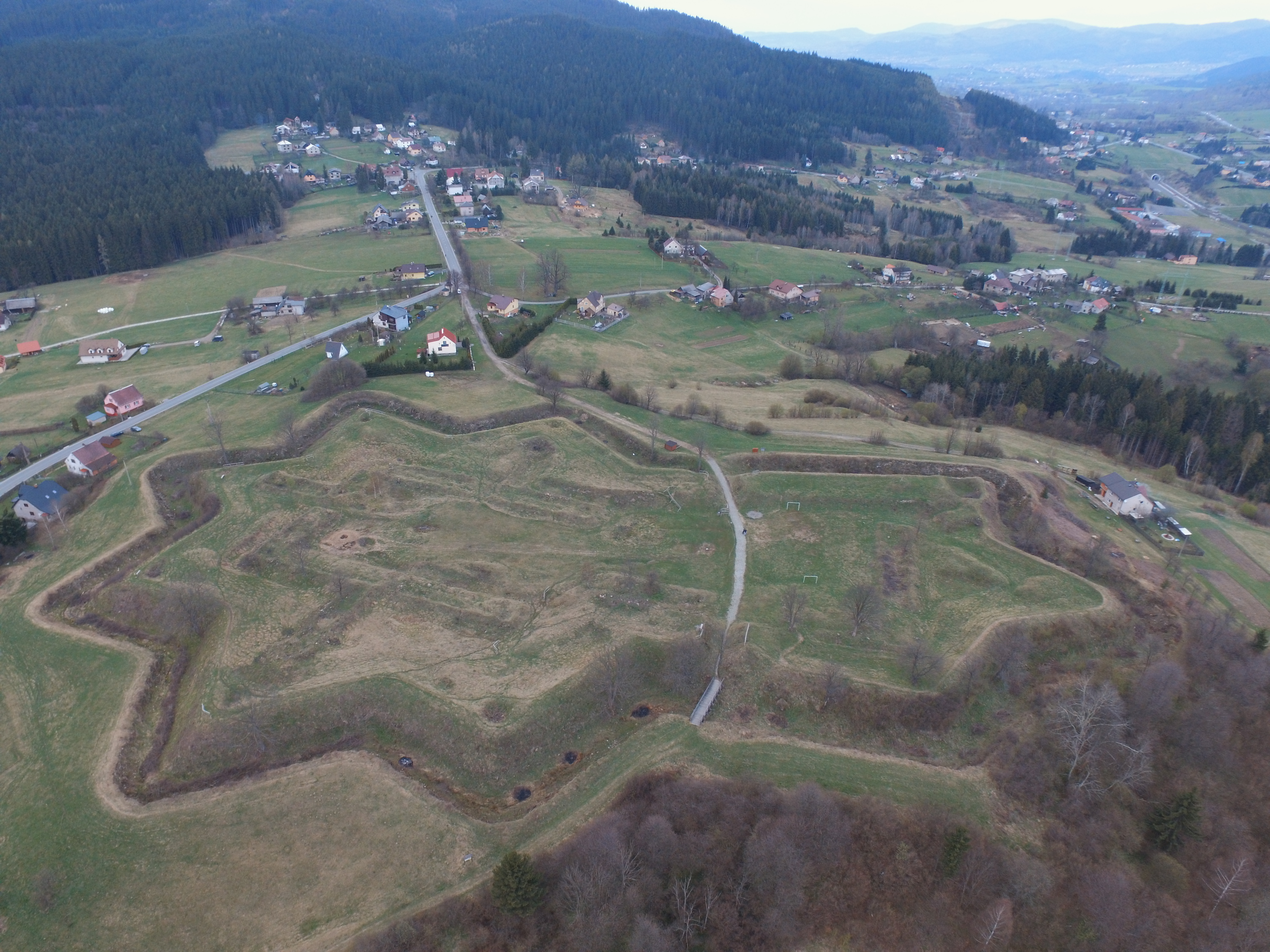
Jablunkovské šance

Šance jsou kulturní památkou České republiky. V roce 1981 bylo kolem kulturní památky vytyčeno ochranné pásmo. V terénu jsou stále dobře patrné zbytky opevnění. Zachovaly se bývalé příkopy s valy, zbytky hradeb z původního opevnění a obranným příkopem.
V blízkosti je vybudováno návštěvnické centrum.

## Vybraňci
V dobách míru na šancích sloužili horalští vybraňci pod velením hejtmana, který byl jejich správcem a soudcem. Vybraňci byli obdařeni podobnými výsadami jako v Čechách Chodové. Byli například osvobozeni od roboty a v okolních lesích byli neomezenými pány. Tyto oddíly byly zrušeny až v roce 1829.